# دیوید یانسن
دیوید یانسن (انگلیسی: David Jansen؛ زادهٔ ۴ دسامبر ۱۹۸۷) بازیکن فوتبال اهل آلمان است.
از باشگاه‌هایی که در آن بازی کرده‌است می‌توان به باشگاه فوتبال پادربورن و باشگاه فوتبال کمنیتس اشاره کرد.